# Bacino carbonifero del Donec

Mappa del bacino carbonifero

Il bacino carbonifero del Donec (in ucraino Донецький вугільний басейн?, Donec'kyj vuhil'nyj basejn; in russo Донецкий угольный бассейн?, Doneckij ugol'nyj bassejn) è un grande giacimento di carbone situato principalmente in Ucraina orientale e in parte in Russia sud-occidentale. Quella di Donec rappresenta la più grande risorsa di carbone in Europa, stimata complessivamente in oltre 105 miliardi di tonnellate.

## Storia

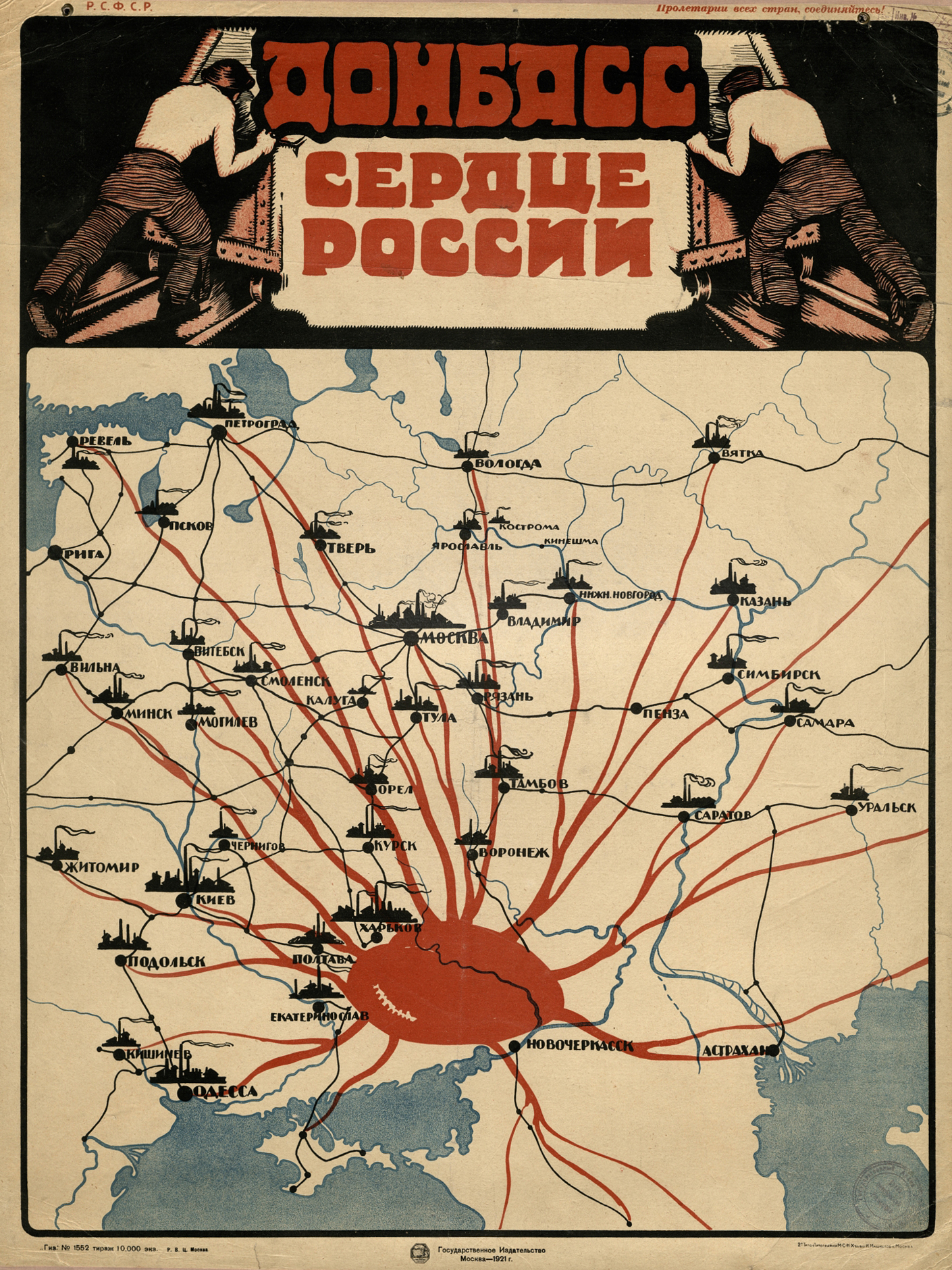
Donbass - cuore della Russia

La scoperta della presenza del carbone nell'area del bacino del fiume Donec è databile tra la fine del XVII e l'inizio del XVIII secolo, con l'individuazione nel 1721 dei primi giacimenti carboniferi nei pressi delle rive del fiume Kundrjuč'ja, affluente del Donec. Nel 1723 fu quindi attivata nei pressi della città di Bachmut la prima attività estrattiva dell'area, in modo da alimentare i forni delle fucine e delle fabbriche di raffinazione del sale locali. Con l'inizio dell rivoluzione industriale tra gli anni ottanta e novanta del XVIII secolo iniziarono ad aprire diverse miniere, di cui la più rilevante a Lysyčans'k (città dell'oblast' di Luhans'k), aperta 1795 fu la prima miniera dell'area a operare anche a livello sotterraneo.
Negli anni sessanta del XIX secolo gli studi geologici consentirono di realizzare la prima mappa del bacino, identificando in modo scientifico le potenzialità produttive dell'area. Con la nascita dell'Unione Sovietica e l'inizio delle politiche staliniste di industrializzazione, tra gli anni venti e trenta del XX secolo l'estrazione di carbone dal bacino del Donec raggiunse notevoli dimensioni, guadagnandosi l'appellativo di «Всесоюзна кочегарка» (traslitterato: Vsesojuzna kočegarka), ovvero di «Caldaia dell'Unione». In questa zona inoltre lavorò il padre dello stacanovismo, Aleksej Grigor'evič Stachanov, che nel 1935 elaborò un metodo per incrementare notevolmente la produzione in una miniera a Irmino, villaggio dell'oblast' di Luhans'k.
Lo sviluppo dell'area proseguì anche nel secondo dopoguerra, allargando la zona estrattiva fino alla depressione del Dnepr-Donec, collocata tra l'estremo occidentale dell'oblast' di Donec'ke l'oblast' di Dnipropetrovs'k. Nel 1958 la produzione raggiunse le 181700000 t per poi continuare a crescere fino a 218000000 t nel 1976. Con la dissoluzione dell'Unione Sovietica l'attività estrattiva subì un brusco calo, negli anni novanta la produttività fu più che dimezzata scendendo a sole 90000000 t.

## Giacimento

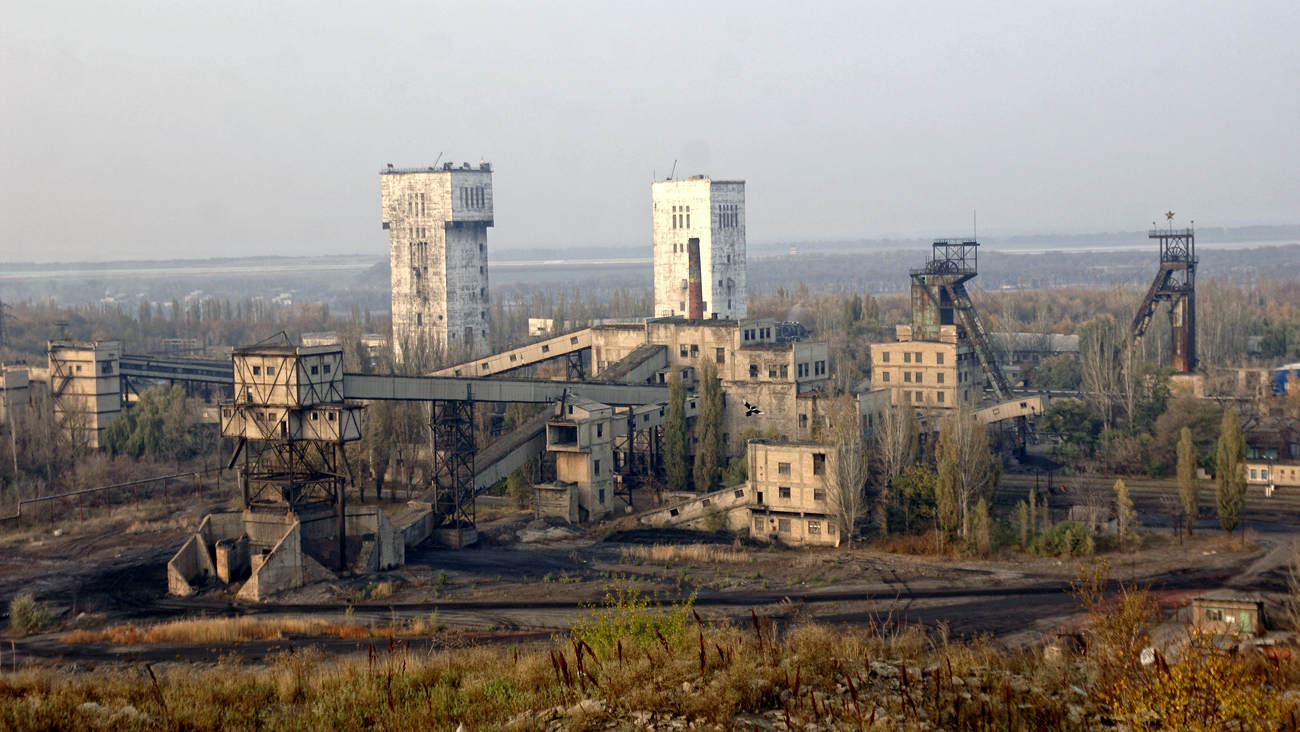
Una miniera di carbone in disuso a Donec'k

Il bacino carbonifero del Donec si estende complessivamente per oltre 60000 km² tra l'Ucraina orientale e la Russia sud-occidentale. In Ucraina il bacino occupa circa 50000 km² coprendo il Donbass, regione geografica costituita dagli oblast' di Donec'k e Luhans'k, e in parte gli estremi orientali degli oblast' di Dnipropetrovs'k, Charkiv e Poltava. In Russia i giacimenti del bacino del Donec occupano invece la parte occidentale dell'oblast' di Rostov.
In Ucraina si stimano risorse carbonifere non ancora identificate per 30 miliardi di tonnellate e riserve per 53 miliardi, di cui 47 già esplorate. In Russia invece si ipotizzano risorse carbonifere per 16 miliardi di tonnellate e riserve per 6,6 miliardi.